# Rue Camille-Jordan
La rue Camille-Jordan est une voie du quartier des pentes de la Croix-Rousse dans le 1er arrondissement de Lyon, en France.

## Situation et accès
Elle débute rue Imbert-Colomès et se termine rue des Tables-Claudiennes. La circulation se fait dans le sens inverse de la numérotation avec un stationnement d'un seul côté. 
Les bus    passent dans cette rue mais il n'y a pas d'arrêt de bus sur cette voie.

## Origine du nom
Le nom de la rue est donné en l'honneur de Camille Jordan (1771-1821) homme politique et écrivain français né à Lyon. En 1793, il participe au soulèvement de Lyon contre la Convention nationale, il est élu député du Rhône au conseil des Cinq-Cents puis devient membre des doctrinaires.

## Histoire
La rue est ouverte le 18 juin 1829, alors que la mémoire de Camille Jordan est encore bien vivante. Le nom de la rue est attribué le 18 mai 1829 par délibération du conseil municipal. Une voie du 4e arrondissement de Lyon portait également le nom de Camille Jordan ; elle est renommée rue Mascrany en 1854 pour éviter un doublon.